# 隆陽区
隆陽区（りゅうよう-く）は中華人民共和国雲南省の保山市に位置する市轄区。

## 地理
北部は大理ペー族自治州雲竜県と、東部は同自治州永平県と接し、南東部は保山市施甸県と南西部は竜陵県と接し、西部は騰衝市と接している。
雲南省の西部に位置する横断山脈沿いにある隆陽区の西部を怒江が流れている。上流は北部に位置する怒江リス族自治州から、下流は南部に位置する保山市の施甸県（東部）と竜陵県（西部）の行政区境を流れている。

### 鉱物資源
- 緑泥石
- 辰砂
- 苦灰石
- 方鉛鉱
- 黄鉄鉱
- 磁硫鉄鉱
- 閃亜鉛鉱

## 行政区画
下部に6街道、5鎮、6郷、4民族郷を管轄する。
- 街道
  - 蘭城街道、永昌街道、九隆街道、青華街道、河図街道、永盛街道
- 鎮
  - 板橋鎮、漢荘鎮、蒲縹鎮、瓦窯鎮、潞江鎮
- 郷
  - 金鶏郷、辛街郷、西邑郷、丙麻郷、瓦渡郷、水寨郷
- 民族郷
  - 瓦馬イ族ペー族郷、瓦房イ族ミャオ族郷、楊柳ペー族イ族郷、芒寛イ族タイ族郷

## 交通

### 航空
- 保山雲瑞空港（中国語版）

### 鉄道
- 中国国家鉄路集団
  - 大瑞線 保山駅 (雲南省)（中国語版）

### 道路
- 高速道路
  - 杭瑞高速道路
- 国道
  - G320国道
  - G357国道（中国語版）
- 省道
  - 237省道

## 健康・医療・衛生
- 保山市人民医院
- 保山市隆陽区婦幼保健院
- 保山市人民医院急救中心
- 保山市衛生防疫站

## 名所・旧跡・観光スポット
- 漢庄城跡（中国語版）（第５次中華人民共和国全国重点文物保護単位）

## 出身者
- 呂凱